# نيكولو دي كونتي
نيكولو دا كونتي (1385-1469) تاجر ومستكشف إيطالي من جمهورية البندقية ولدت في كيودجا وسافر إلى الهند وجنوب شرق آسيا، وربما إلى جنوب الصين في بدايات القرن الخامس عشر. بعد عودة ماركو بولو، ليس هناك أي سجل على عودة أي من التجار الإيطاليين من الصين حتى عودة كونتي نيكولو دا كونتي بحرًا في عام 1439.